# Uwe Schaper
Uwe Schaper (* 1958) ist ein deutscher Historiker und Archivar. Er war zuletzt Direktor des Landesarchivs Berlin.

## Leben
Schaper studierte Neuere Geschichte, neuere deutschen Literaturgeschichte und Soziologie an der Universität Erlangen. 1988 wurde er bei Rudolf Endres mit einer Arbeit über den bayerischen Ministerratsvorsitzenden Friedrich Krafft von Crailsheim promoviert. Ab 1994 unterrichtete er das Fach Informationswissenschaften an der Fachhochschule Potsdam. Zusätzlich arbeitete er am Brandenburgischen Landeshauptarchiv Potsdam und an der Landesfachstelle für Archive und öffentliche Bibliotheken im Brandenburgischen Landeshauptarchiv zu Potsdam. Von 2005 bis 2024 war er Direktor des Landesarchivs Berlin. 2007 wurde er zum Honorarprofessor der Fachhochschule Potsdam im Fachbereich Informationswissenschaften bestellt.
2008/09 kam Schaper in die Medien, da er die psychiatrischen Akten des Schauspielers Klaus Kinski öffnen ließ, woraufhin ihn die Familie Kinskis verklagte.
Schaper ist stellvertretender Vorsitzender der Historischen Kommission zu Berlin e. V., die er von 2009 bis 2013 leitete, und Mitglied des Historischen Beirats des Regierenden Bürgermeisters von Berlin. Bis August 2024 gehörte er dem Kuratorium der Stiftung Ernst-Reuter-Archiv an.

## Werke (Auswahl)
Schaper hat zahlreiche Veröffentlichungen zur fränkischen, bayerischen und Berliner Landesgeschichte sowie zu archivfachlichen Problemen verfasst.
Monografien
- Krafft Graf von Crailsheim. Das Leben und Wirken des bayerischen Ministerpräsidenten. Stadtarchiv, Nürnberg 1991.

Herausgeberschaften
- mit Thomas Becker: Die Gründung der drei Friedrich-Wilhelms-Universitäten (= Veröffentlichungen der Historischen Kommission zu Berlin, Band 108), anlässlich des 70. Geburtstages von Wolfgang Ribbe, Berlin 2013.
- Mit Jürgen Kloosterhuis, Wolfgang Ribbe: Schloss: Macht und Kultur. Entwicklung und Funktion Brandenburg-Preußischer Residenzen, Berlin 2012.
- Mit Michael C. Bienert, Hermann Wentker: Hauptstadtanspruch und symbolische Politik. Die Bundespräsenz im geteilten Berlin 1949–1990, Berlin 2012.
- Mit Hans-Christof Kraus: Berlinische Lebensbilder. Bd. 10: Geisteswissenschaftler II. Berlin 2012.
- Mit Werner Breunig: Berlin in Geschichte und Gegenwart. Jahrbuch des Landesarchivs Berlin, Berlin 2011.
- Berlin in Geschichte und Gegenwart. Jahrbuch des Landesarchivs Berlin, Berlin 2007.

Aufsätze
- Berlin Alexanderplatz. In: Mitteilungen des Vereins für die Geschichte Berlins, 106. Jahrgang, Heft 1, 2010.
- Das Nikolaiviertel – zwei Versuche der Umgestaltung im 20. Jahrhundert. In: Mitteilungen des Vereins für die Geschichte Berlins, 106. Jahrgang, Heft 4, 2010.
- Cölln im Kartenbild. In: Mitteilungen des Vereins für die Geschichte Berlins, 105. Jahrgang, Heft 2, 2009.
- Recherche im Landesarchiv. In: Mitteilungen des Vereins für die Geschichte Berlins, 104. Jahrgang, Heft 2, 2008.
- Das Klosterviertel – Recherchemöglichkeiten im Landesarchiv Berlin. diegeschichteberlins.de.